# Shani
 (septembre 2014).
Si vous disposez d'ouvrages ou d'articles de référence ou si vous connaissez des sites web de qualité traitant du thème abordé ici, merci de compléter l'article en donnant les références utiles à sa vérifiabilité et en les liant à la section « Notes et références ».
Pour les articles homonymes, voir Shani (homonymie).
Dans l'hindouisme, Shani, dieu de la planète Saturne, est de couleur noire, avec une épée et deux poignards à la main, Shani Dev a pour monture un corbeau ou un chien.

## Biographie

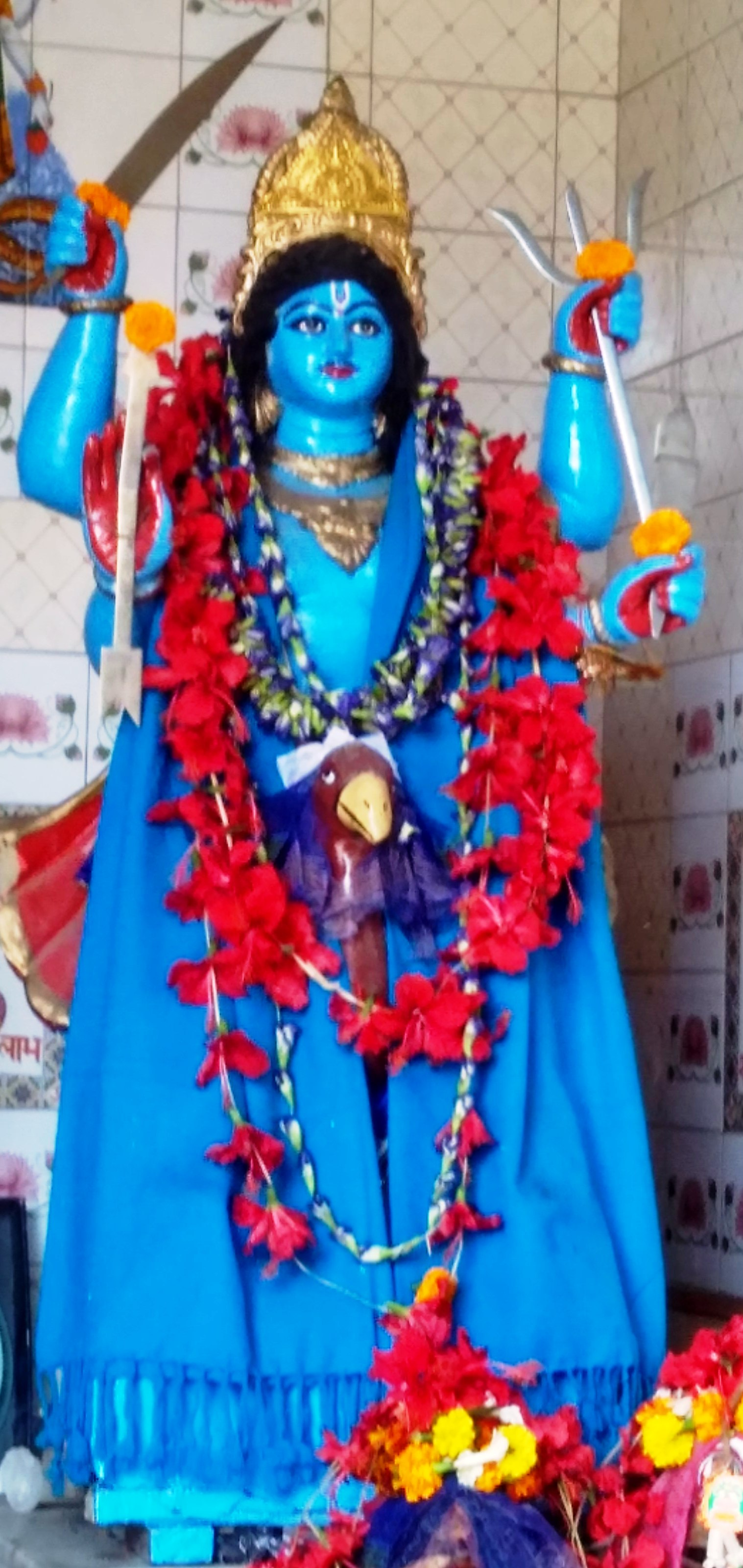
Shani Dev

Shani Dev est connu comme ‘suryaputra', soit le fils du dieu Surya et de son épouse Chhaya. Il est également le grand frère de Yama, le dieu de la mort. Les deux fils de Sūrya, à savoir Shani et Yama, ont reçu le pouvoir de juger l’humanité pour leurs bons et mauvais actes. Le dieu Shani est ainsi celui qui récompense et punit l’individu au cours de sa vie sur terre. Alors que Yama, lui, se charge de l’individu après sa mort. On raconte également que Shani est né le jour de la première éclipse solaire et il a un certain impact sur les chartes astrologiques.
Le dieu Shani est considéré comme le grand enseignant et bienfaiteur de bonnes actions. Il représente pour ses dévots celui qui châtie les responsables du mal, de la trahison et de la revanche. Ses bénédictions  sont prises en considération dans la rédaction de l’horoscope d’une personne par les prêtres hindous. 
‘Shanivar’ (samedi) a été nommé en se basant sur son nom. Le mauvais positionnement de cette planète peut avoir des effets néfastes et être responsable de nombreux maux. Afin d’en être protégé, il faut vénérer la divinité Shani. Il fait partie des Navagrha, les neuf planètes de la cosmogonie hindoue.
Les Navagraha sont le Soleil (Sūrya), la Lune (Chandra), Mars (Mangala), Mercure (Budha), Jupiter (Brihaspati), Vénus (Shukra), Saturne (Shani) ainsi que Rahu et Ketu (démons des éclipses).
Selon l’astrologie hindoue, chaque moment de la vie est marqué par les astres. Suivant son thème de naissance, chaque personne vient au monde avec des forces et des faiblesses. Chaque planète influence quotidiennement un individu selon son thème de naissance de façon positive ou négative. Selon l’astrologie hindoue, il est possible de corriger une mauvaise influence planétaire en faisant des prières à la planète correspondante.
Pour chaque planète, il existe des mantras spécifiques qui sont récités par les fidèles pour contrer les mauvaises influences. Outre la récitation des mantras, le fidèle fait l’offrande de nourriture, d’objets ou  porte des amulettes.